# Noboru Iguchi
Pour les articles homonymes, voir Iguchi.
Noboru Iguchi est un réalisateur, scénariste, acteur et producteur japonais, né le 28 juin 1969 à Tokyo.

## Filmographie sélective

### Comme réalisateur
Noboru Iguchi a notamment réalisé :
- 2006 : Manji (卍?)
- 2008 : The Machine Girl (片腕マシンガール, Kataude mashin gāru?)
- 2009 : RoboGeisha (ロボゲイシャ?)
- 2011 : Karate-Robo Zaborgar (電人ザボーガー, Denjin zabōgā?)
- 2011 : Zombie Ass: Toilet of the Dead (ゾンビアス, Zonbi asu?)
- 2012 : Dead Sushi (デッド寿司, Deddo sushi?)
- 2012 : The ABCs of Death (segment F is for Fart)
- 2015 : Kangoku gakuen (監獄学園?) (mini-série) (neuf épisodes)
- 2016 : Kinema junjō (キネマ純情?)
- 2018 : Ghost Squad (ゴーストスクワッド, Gōsuto sukuwaddo?)
- 2019 : Aku no hana (惡の華?)